# Koen Maris
Koen Maris es un deportista belga que compitió en duatlón. Ganó dos medallas en el Campeonato Mundial de Duatlón de Larga Distancia en los años 2006 y 2007.

## Palmarés internacional
| Campeonato Mundial | Campeonato Mundial         | Campeonato Mundial | Campeonato Mundial |
| Año                | Lugar                      | Medalla            | Prueba             |
| ------------------ | -------------------------- | ------------------ | ------------------ |
| 2006               | Fredericia ( Dinamarca)    | Medalla de plata   | Individual         |
| 2007               | Richmond ( Estados Unidos) | Medalla de bronce  | Individual         |